# 4861 Nemirovskij
4861 Nemirovskij је астероид главног астероидног појаса са средњом удаљеношћу од Сунца која износи 2,895 астрономских јединица (АЈ).
Апсолутна магнитуда астероида је 12,8.